# Список магматических формаций
Список магматических формаций по геотектоническим условиям образования.
Название формации показывает, какая магматическая горная порода определяет её петрографический облик (гранитовая, базальтовая и т.п.), или же какие породы являются её типичными представителями (габбро-гранитная, базальт-риолитовая и др.).

## Формации платформенно-геосинклинального этапа

### Платформенные предрифтовые формации ранней стадии магматической активизации платформ
- Вулканические формации:
  - Трапповые формации:
    - пикродолеритовая (пикробазальтовая);
    - троктолито-долеритовая (с оливином и без него);
    - кварцево-габбро-долеритовая;
    - базальт-долерит-диабазовая;
    - андезитобазальтовая-туфобрекчиевая;
    - базальт-долеритовая (K-Na ± оливин), иногда ассоциирующая с лейкобазальтами;

  - (Щелочно-) базальт- (щелочно-) трахитовая (ромбен-порфировая) формация;
  - (Щелочно-) ультрабазит-базитовые (базальтоидные) формации:
    - меймечитовая;
    - меланефелинит-щелочнопикритовая;
    - альнёит-щелочнопикритовая;
    - альнёит-меланефелинитовая;
    - мелилитит-меланефелинитовая (натриевая), ассоциирующая с пикритами;
    - мелилитит-мелалейцитовая (калиевая);
    - беспироксеновая щелочнопикрит-кимберлитовая;
    - щелочнопикрит-кимберлитовая;
    - мелилит-мелалейцит-мелакальсилитовая-калиевая (мафуритовая);
    - фельдшпатоидпикритовая;

  - Формации дацитов, плагиориолитов, низкощелочных риолитов, риодацитов и риолитов:
    - риолит-кварцево-кератофировая
    - (базальт-) андезито-дацитовая (в ассоциации с плагиориодацитами и низкощелочными риодацитами);
    - риодацит-риолит-андезитовая;
    - андезит-риолитовая и натриево-риолитовая (для риолитов);
- Плутонические формации:
  - (Щелочно-) ультрабазитовая (лерцолиты, гарцбургиты и др.) и базитовая (для расслоённых интрузивов) формация;
  - Пироксенит-норитовая формация;
  - Анортозит-гранитная формаия;
  - (Щелочно-) ультрабазитовая и базит-ультрабазитовая (для оливинитов) формация;
    - оливинитовая
    - карбонатит-пироксенит-оливинитовая;
    - карбонатит-перидотит-оливинитовая;
    - оливинит-верлитовая;
    - дунит-клинопироксенит-габбровая;
    - щелочно-ультрабазит-руднооливинитовая;

  - Формации норитов:
    - перидотит-пироксенит-норитовая;
    - норит (-габбро)-анортозитовая;
    - габбро (-норит)-пироксенит-дунитовая;
    - габбро (-норит)-сиенитовая;
    - анортозитовая;
    - габбро-анортозитовая;
    - габбро-верлитовая;

  - Формации расслоённых основных интрузий:
    - габбро-норит-анортозитовая, ассоциирующая с траппами и гранитами рапакиви;
    - габбро-норитовая;
    - перидотит-пироксенит-норитовая

### Эпиплатформенные формации
- Вулканические формации:
  - Щелочно-ультрабазит-базитовая (± фонолиты):
    - щелочнобазальт-щелочнотрахитовая (ромбен-порфировая);
    - мелилитит-меланефелинитовая (натриевая);
    - мелилитит-мелалейцитовая (калиевая);
    - альнёит-меланефелинитовая;
    - нефелинит-фонолитовая;
    - лейцитит-мелалейцитовая;
    - лейцит-фонолитоовая;
    - мелилит-мелалейцит-мелакальсилитовая-калиевая (мафуритовая);

  - Базальт-нефелин-анкарамитовая формация;
  - Базальт-щелочнобазальтовая (центральные извержения) формация;
  - (Толеит-) базальтовая (-долеритовая) формация;
  - Трахириолит-трахибазальтовая контрастная формация;
  - Фонолит-нефелинитовая формация с карбонатитами (натриевый ряд);
  - Формации умереннощелочных (базальты, трахибазальты и др.) и щелочных (тефриты, базальты и др.) вулканитов:
    - щелочных базальтоидов — вулканитов;
    - щелочных базальтоидов — лейцитофиров;
    - пикробазальт-пикродолеритов и пикритов;
    - субщелочных базальтов (гавайитов, пикритов, базальтов и др.);

  - Формация анальцимита:
    - щелочнобазальтоидная;

  - Формации андезитов, базальтов и долеритов (основные и среднекремнекислые, нормальнощелочные)
    - натриевых базальтов;
    - натриевых базальтов — риолитов;
    - (базальтов-) андезитов-риолитов;
    - базальтов-андезитов и андезибазальтов;
    - базальтов-долеритов (нормальнощелочные), иногда ассоциирующих с лейкобазальтами и лейкодолеритами;
    - андезитов;

  - Формации трахиандезитов:
    - трахибазальт-трахиандезит-трахиориолитовая;
    - трахиандехитовая и трахириолитовая;
    - трахит-щелочнобазальтовая;
    - фонолит-трахитовая;
    - риолит (-игнимбрит)-андезит-базальтовая;
    - риолит-андезитовая;

  - Формации латитов и кварцевых латитов:
    - латит-трахитовая;
    - латит-андезит-риолитовая;
    - латит-трахидацитовая;

  - Формация трахидацитов:
    - трахиандезит-трахириолитовая;

  - Формации щелочных трахитов, пантеллеритов, и комендитов:
    - щелочнотрахит-пантеллерит-коммендитовая (для щелочных трахитов и пантеллеритов);
    - андезит-риолит-комендитовая (для комендитов);

  - Формации щелочных трахитов:
    - трахибазальт-трахиандезит-трахитовая;
    - трахит-фонолитовая;
    - трахит-лейцит-фонолитовая;
    - лейцит-фонолитовая (калиевая);
    - меланефелинит-карбонатит-фонолитовая;
- Плутонические:
  - Ультрабазит-базит-сиенит-гранитная:
    - ультрабазит-габбровая;
    - габбро-долеритовая;
    - монцонит-сиенитовая;
    - биотит-гранитная;
    - гранит-граносиенитовая;
    - порфиробластовая микроклин-гранитная;
    - щелочно-гранитная (эгирин-арфведсонит-гранитная);
    - эгирин-арфедсонит-биотит-гранитная (колумбитоносная);
    - миаскит-нефелин-сиенитовая (± карбонатиты);
    - анортозит-габбровая;

  - Формация тералитов;
  - Формация тешенитов и эссекситов (щелочногабброидная)
    - эссексит-тешенитовая;
    - щелочно-базальт-тешенит-камптонит-мончикитовая;
    - тешенит-пикрит-анкаратритовая;
    - тешенит-щелочнобазальтовая;

  - Формация шонкинита:
    - калиевая щелочногабброидная;

  - Формация полевошпатовых ийолитов и уртитов, таитов и фергуситов (основных фоидолитов):
    - щелочнобазитовая (габброидная);
    - щелочноультрабазитовая;

  - Формации щелочных ультрабизитов с карбонатитами (фоидолитов):
    - ийолит-карбонатит-якупирангитовая, ассоциирующая с мельтейгитами
    - щелочногабброидная (калиевая);
    - агпаитовых нефелиновых сиенитов (для уртитов);
    - калиевых щелочных габброидов и псевдолейцитовых сиенитов (для миссуритов);

  - Формации диоритов — монцонитов:
    - диорит-гранодиоритовая;
    - диорит-гранодиорит-монцонитовая;
    - монцонит-сиенитовая;

  - Формации с сиенитами и щелочными сиенитами:
    - габбро-диорит-сиенитовая;
    - сиенит-габбровая;
    - монцонит-сиенитовая;
    - сиенит-кварцево-сиенит-гранитовая;
    - сиенит-нефелинсиенитовая;
    - нефелин-псевдолейцитсиенитовая;
    - габбро-диорит-гранодиоритовая;
    - диорит-гранодиоритовая;
    - гранодиорит-гранитная;
    - щелочных гранитов, лейкогранитов и аляскитов;
    - нефелиновых (миаскитовых) и щелочных сиенитов;
    - нефелиновых (агпаитовых) сиенитов и нефелиновых псевдолейцитовых щелочных сиенитов;

  - Формации щелочно-полевошпатовых сиенитов:
    - сиенит-габбровая;
    - сиенит-кварцево-сиенит-гранитная;
    - кварцевосиенит-гранитная;
    - монцонит-сиенитовая;

  - Форации кварцевых сиенитов:
    - гранит-кварцевосиенитовая;
    - монцонит-сиенитовая;

  - Формации щелочных кварцевых сиенитов:
    - гранит-кварцевосиенитовая или гранит-граносиенитовая, ассоциирующая с нордмаркитами;

  - Формации субщелочных гранитов:
    - субщелочная — гранит-лейкогранитная (для микроклин-альбитовых гранитов);
    - гранодиорит-гранитная (для субщелочного двуполевошпатового гранита);
    - анортозит-рапакивигранитная;
    - габбро-диорит-гранодиоритовая;
    - диорит-гранодиорит-гранитная (для гранитов рапакиви);
    - габбро-гранит-сиенитовая (для гранитов рапакиви)
    - гранит-аляскитовая;
    - сиенит-кварцевосиенит-гранитная;
    - щелочногранитная;
    - габбро-гранитная (для аляскитов и микроклин-альбитовых гранитов);
    - аляскит-гранитная;
    - гранитная;
    - кварцевосиенит-гранитная;
    - габбро-гранитная (для щелочных двуполевошпатовых лейкогранитов);

  - Формации щелочных гранитов и щелочных лейкогранитов:
    - щелочногранитная;
    - известково-щелочногранитоидно-щелочно-гранитная;